# George Bennett (Radsportler)
George Nelson Bennett (* 7. April 1990 in Nelson) ist ein neuseeländischer Radrennfahrer.

## Karriere
Bennett gelang 2010 jeweils ein Etappensieg bei der Tour of Vineyards, der Tour of Tasmania sowie der Bechmark Homes Tour. Zudem konnte er sich in der Gesamtwertung der Tour of Wellington und der Ronde de l’Isard jeweils unter den Top 10 platzieren.
Zur Saison 2011 erhielt Bennett seinen ersten Vertrag bei einem internationalen Radsportteam, dem US-amerikanischen UCI Continental Team Trek Livestrong U23, und fuhr am Ende der Saison als Stagiaire für das ebenfalls amerikanische UCI ProTeam Team RadioShack. In derselben Saison konnte er die Gesamtwertung der Tour of Wellington für sich entscheiden und belegte im Abschlussklassement der Ronde de l’Isard Platz zwei. Darüber hinaus wurde er Dritter der Gesamtwertung der UCI Oceania Tour.
2012 erhielt er einen regulären Vertrag bei der Nachfolgemannschaft des Team RadioShack RadioShack-Nissan, für die mit dem Giro d’Italia 2013 seine erste Grand Tour bestritt und auf Platz 122 beendete. Außerdem belegt er den zweiten Platz der neuseeländischen Straßenmeisterschaften. Im Jahr 2014 wechselte er für eine Saison zur amerikanischen Cannondale-Mannschaft, ehe er im Jahr 2015 beim niederländischen Team Lotto NL-Jumbo unterschrieb.
Als Zehnter fuhr zu Beginn der Saison bei der Tour Down Under 2015 erstmals in die Top 10 einer UCI-WorldTour-Rundfahrt. Bei einer vor dem Giro d’Italia 2015 durch die Union Cycliste Internationale vorgenommenen Gesundheitskontrolle wiesen Bennetts Ergebnisse einen zu niedrigen Kortisonspiegel auf, was ein Hinweis für eine Krankheit, aber auch für die Einnahme von Kortison als Dopingmittel sein kann. Obwohl nach den Regeln der UCI dies einem Start nicht entgegenstand, zog sein niederländisches Team Lotto NL-Jumbo ihn entsprechend den Regeln des Mouvement Pour un Cyclisme Crédible freiwillig vom Start zurück.
Im Jahr 2016 bestritt Bennett seine erste Tour de France, die er auf dem 53. Gesamtrang beendete. Im Anschluss vertrat er Neuseeland beim Straßenrennen der Olympischen Spiele in Rio de Janeiro, konnte dieses aber nicht beenden. Am Ende der Saison belegte den zehnten Gesamtrang bei der Vuelta a España 2016 und war damit der erste Neuseeländer, der sich unter den Top Ten einer Grand Tour platzieren konnte. Im Jahr darauf gewann er die Gesamtwertung der Kalifornien-Rundfahrt, wodurch er sich zum ersten neuseeländischen UCI-WorldTour-Rundfahrtsieger krönte. Bei seiner zweiten Tour de France lag er nach der 15. Etappe auf dem 12. Gesamtrang, ehe er aufgrund einer Erkrankung aufgeben musste. Auch bei der anschließenden Vuelta a España stieg er vorzeitig aus. In den nachfolgenden Jahren zeigte George Bennett weiterhin mit Topplatzierungen bei den einwöchigen Rundfahrten der UCI WorldTour auf. Im Jahr 2018 wurde er Neunter bei Tirreno–Adriatico, Sechster der Katalonien-Rundfahrt und Vierter der Polen-Rundfahrt, ehe er im Jahr 2019 Platz sechs bei Paris–Nizza belegte. Zudem konnte er mit Rang acht beim Giro d’Italia 2018 erneut einen Platz in den Top 10 einer Grand Tour erringen. Weiters entwickelte sich George Bennett in jenen Jahren zu einem wichtigen Helfer von Primož Roglič, dem er im Jahr 2019 zum Gesamtsieg bei der Vuelta a España verhalf.

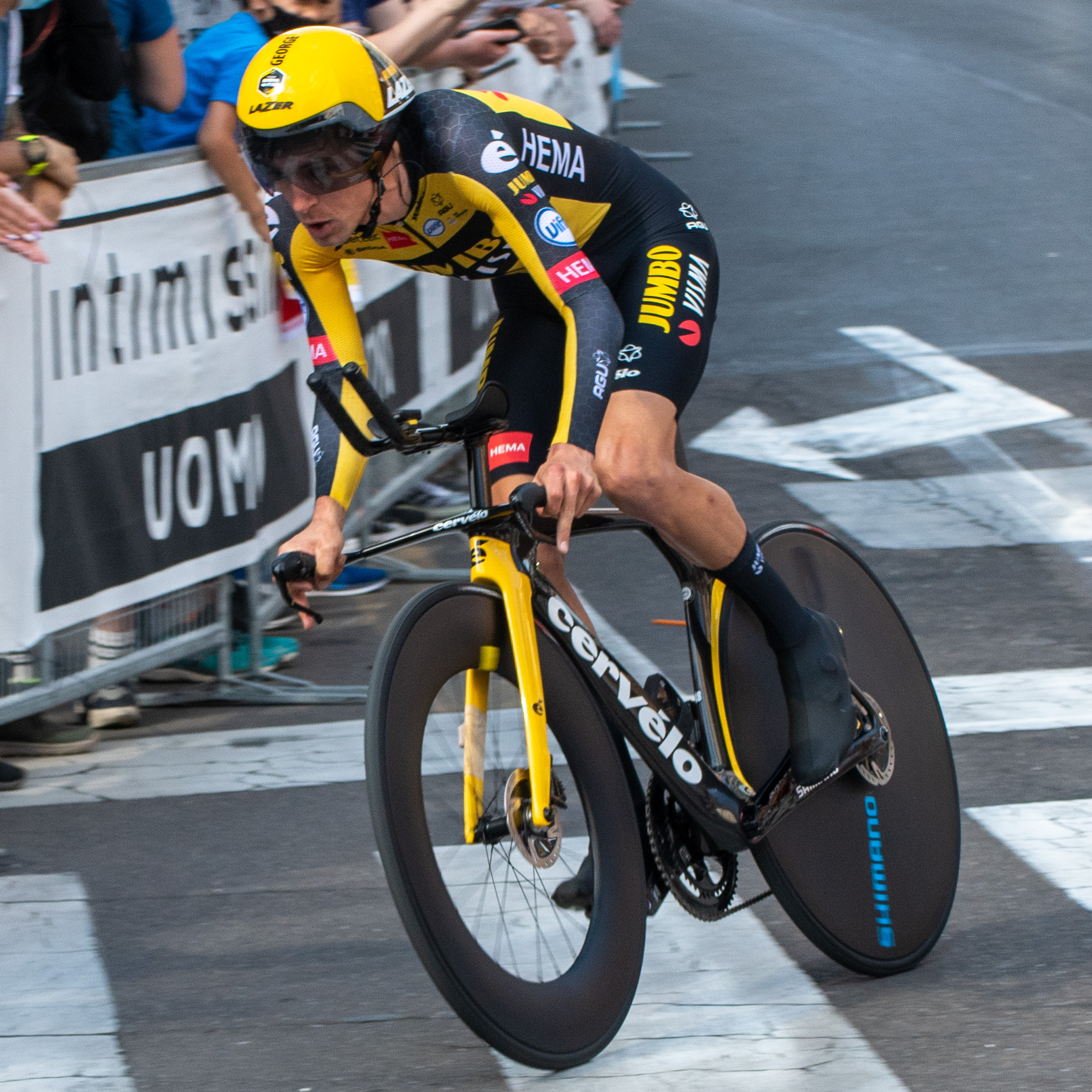
George Bennett beim Giro d’Italia 2021

In der Saison 2020, in der es aufgrund der COVID-19-Pandemie zu zahlreichen Absagen und Terminverschiebungen gekommen war, gewann Bennett das Eintagesrennen Gran Piemonte und wurde hinter Jakob Fuglsang Zweiter der Lombardei-Rundfahrt, die zu den Monument des Radsports zählt. An der anschließenden Tour de France 2020 und der Vuelta a España 2020 nahm er als Helfer von Primož Roglič teil, der die beiden Grand Tours auf dem zweiten und ersten Gesamtrang beendete. Bennett selbst wurde in jenem Jahr Zwölfter der Spanien-Rundfahrt. Im Jahr 2021 wurde er erstmals neuseeländischer Meister im Straßenrennen und ging als Kapitän der Jumbo-Visma-Mannschaft beim Giro d’Italia an den Start, den er als Gesamtelfter beendete. Bei den Olympischen Spielen von Tokio belegte er im Straßenrennen den 26. und im Zeitfahren den 25. Rang.
Nach sieben Jahren bei der Lotto NL-Jumbo- bzw. Jumbo-Visma-Mannschaft wechselte George Bennett im für die Saison 2022 zum UAE Team Emirates, wo er primär als Helfer von Tadej Pogačar fuhr. Aufgrund eines positiven COVID-19-Tests musste Bennett die Tour de France 2022 jedoch bereits im Vorfeld der 10. Etappe beenden. Im Jahr 2023 konnte der zwischenzeitlich 33-jährige Neuseeländer nicht an seine früheren Leistungen anschließen und bestritt keine der drei Grand Tours. Nach zwei Jahren wechselte er zur Israel-Premier Tech-Mannschaft, die den Status eines UCI ProTeams hat.
In seiner ersten Saison beim Israel-Premier Tech Team wurde er Gesamtdritter des Giro d’Abruzzo und der Sibiu Cycling Tour. Die Vuelta a España 2024 beendete er auf dem 34. Gesamtrang.

## Ehrungen
2019 wurde George Bennett mit einem neuseeländischen Cycling Award ausgezeichnet.

## Erfolge
2011
- Gesamtwertung Tour of Wellington

2013
- Neuseeländische Straßenmeisterschaft

2017
- Gesamtwertung Kalifornien-Rundfahrt

2019
- Mannschaftszeitfahren Tour de France

2020
- Gran Piemonte

2021
- Neuseeländischer Meister – Straßenrennen

## Grand-Tour-Platzierungen
| Grand Tour            | 2012 | 2013 | 2014 | 2015 | 2016 | 2017 | 2018 | 2019 | 2020 | 2021 | 2022 | 2023 | 2024 |
| --------------------- | ---- | ---- | ---- | ---- | ---- | ---- | ---- | ---- | ---- | ---- | ---- | ---- | ---- |
| Giro d’ItaliaGiro     | –    | 122  | –    | –    | –    | –    | 8    | –    | –    | 11   | –    | –    | –    |
| Tour de FranceTour    | –    | –    | –    | –    | 53   | DNF  | –    | 24   | 34   | –    | DNF  | –    | –    |
| Vuelta a EspañaVuelta | –    | –    | 89   | 37   | 10   | DNF  | 35   | 33   | 12   | –    | –    | –    | 34   |

| Monument                 | 2012 | 2013 | 2014 | 2015 | 2016 | 2017 | 2018 | 2019 | 2020 | 2021 | 2022 | 2023 | 2024 |
| ------------------------ | ---- | ---- | ---- | ---- | ---- | ---- | ---- | ---- | ---- | ---- | ---- | ---- | ---- |
| Mailand–Sanremo          | –    | –    | –    | –    | –    | –    | –    | –    | –    | –    | –    | –    | –    |
| Flandern-Rundfahrt       | –    | –    | –    | –    | –    | –    | –    | –    | –    | –    | –    | –    | –    |
| Paris–Roubaix            | –    | –    | –    | –    | –    | –    | –    | –    | –    | –    | –    | –    | –    |
| Lüttich–Bastogne–Lüttich | –    | –    | –    | –    | –    | –    | –    | –    | –    | –    | DNF  | DNF  | 73   |
| Lombardei-Rundfahrt      | 53   | DNF  | –    | 35   | –    | –    | 10   | 35   | 2    | 85   | –    | –    | 82   |